# Aediodina
Aediodina é um gênero de mariposa pertencente à família Crambidae.